# Sujata (Film)
Sujata ist ein Hindi-Film von Bimal Roy aus dem Jahr 1959.

## Handlung
Der Ingenieur Upendranath Chowdhury und seine Frau Charu sind glückliche Eltern einer Tochter namens Rama. Eines Tages kommen jedoch Arbeiter vorbei und bringen ein Baby mit, dessen Eltern bei einer Cholera-Epidemie umkamen. Die Chowdhurys, die der Brahmanen-Kaste angehören, nehmen das unberührbare Baby nur widerwillig auf und versuchen es schnellstmöglich loszuwerden.
Nach vier Jahren lebt das Baby – ein Mädchen, das sie Sujata nennen – noch immer in ihrem Haus. Die Tante Giribala ist eine strenggläubige Brahmanin und kann Sujata überhaupt nicht ausstehen, was sie Sujata auch spüren lässt.
Viele Jahre später möchte Giribala ihren Enkel Adhir mit Rama verheiraten. Ramas Eltern sind überglücklich, doch Adhir hat sich bereits in Sujata verliebt. Natürlich akzeptiert dies seine Großmutter nicht.
Das Blatt wendet sich, als Upendranaths Frau Charu die Treppen herunterstürzt und schnellstens ins Krankenhaus gefahren wird. Da Charu starke Blutungen hat, wird dringend eine Blutspende benötigt. Nur Sujatas Blut stimmt mit Charus Blutgruppe überein. Als Charu erfährt, dass Sujata ihr das Leben gerettet hat, gesteht sie ihre Fehler und akzeptiert sie schließlich als ihre Tochter. Nun können Sujata und Adhir ihre gemeinsamen Wege gehen.

## Auszeichnungen
- Internationale Filmfestspiele von Cannes 1960 nominiert für die Goldene Palme
- Filmfare Award/Beste Hauptdarstellerin an Nutan (1960)
- Filmfare Award/Beste Regie an Bimal Roy (1960)
- Filmfare Award/Bester Film an Bimal Roy (1960)
- Filmfare Award/Beste Story an Subodh Ghosh (1960)

## Sonstiges
Zu den bekanntesten Liedern im Film gehören Asha Bhosles Kali ghata chhaye, Sachin Dev Burmans Suno mere bandhu re und Talat Mahmoods Jalte hain jiske liye. Die Lyriks der Filmsongs stammen von Majrooh Sultanpuri.
Im Film ist eine Bühnenvorstellung von Tagores Tanzdrama Chandalika zu sehen.